# Herz-Mariä-Kirche (Rudolfsheim-Fünfhaus)

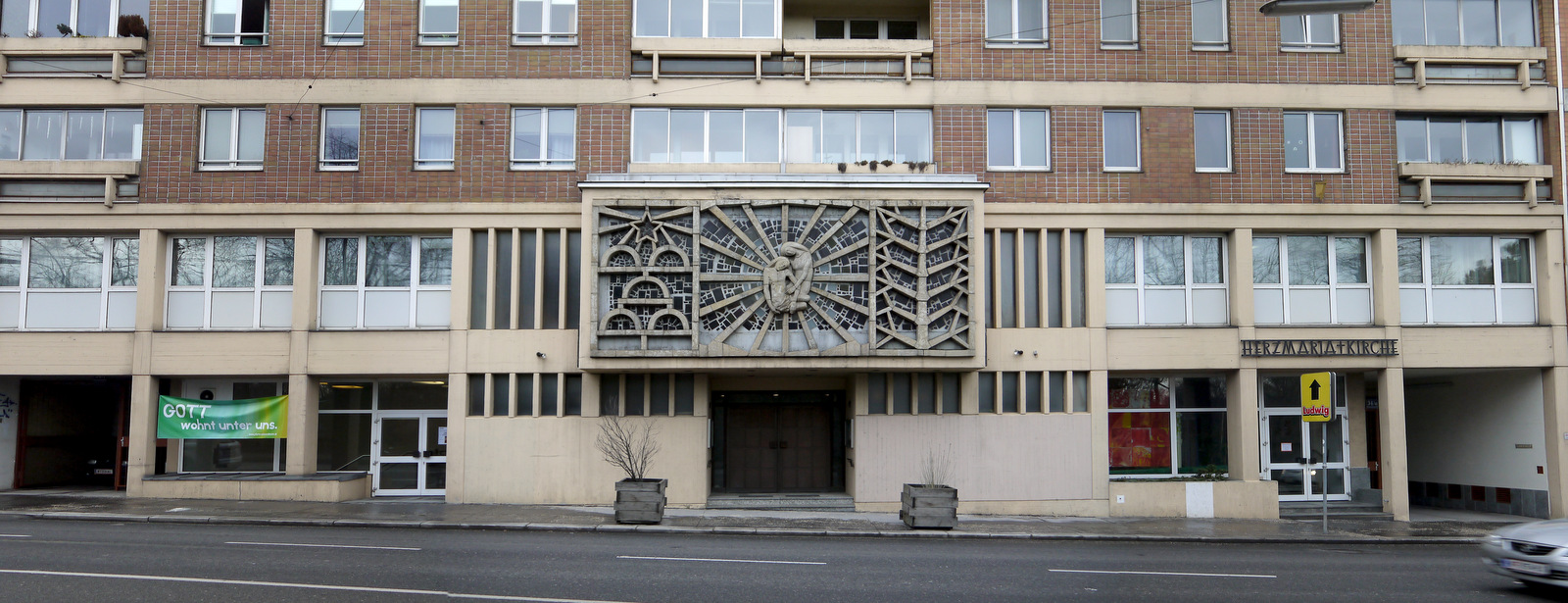
Wohnhaus mit der Herz-Mariä-Kirche, sichtbar im Vorsprung der Fassade

Die römisch-katholische Herz-Mariä-Kirche ist eine in eine Wohnhausanlage integrierte Kirche in der Winckelmannstraße 34 im 15. Wiener Gemeindebezirk Rudolfsheim-Fünfhaus. Die dem Patrozinium Unbeflecktes Herz Mariä unterstellte Filialkirche der Pfarre Hildegard Burjan gehört zum Stadtdekanat 15 der Erzdiözese Wien. Der Vorgängerbau als Notkirche („Schuttkirche“) bestand von 1949 bis 1969.

## Geschichte

### Notkirche „Unbeflecktes Herz Mariä“
Zum Ende des Zweiten Weltkriegs fielen am 21. Februar 1945 – Ziel war die nahegelegene Zentralwerkstätte der Wiener Verkehrsbetriebe zwischen Schwendermarkt und Siebeneichengasse an der Jheringgasse – Bomben auch auf die Häuser in der parallelen Winckelmannstraße. Den Grund mit der Ruine des Hauses Nummer 34 schenkte der Hausherr zum Dank seiner Errettung der Kirche (Erzdiözese Wien). Dies traf mit einem Gelöbnis von Kardinal Theodor Innitzer zusammen, wonach nach dem Kriegsende eine neue Kirche gebaut und später eine neue Pfarre errichtet werden sollte. Die fehlende Finanzierungsmöglichkeit verhinderte jedoch die Verwirklichung der Pläne für die nächsten zwei Jahre.
Die Geschichte der Notkirche an dieser Adresse beginnt dann im Jahr 1947, als der damalige Kaplan Georg Springer, später der „Schuttkaplan“ genannt, gemeinsam mit freiwilligen Helfern und in über 16.000 Arbeitsstunden den Schutt wegräumte, putzte und für den Bau herrichtete:

„- Geleistete Arbeitsstunden der freiwilligen Helferinnen und Helfer – Männer und Burschen 7898 Stunden, Frauen und Mädchen 8328 Stunden, zusammen 16.226 Stunden!

- Gewonnenes Material – 150.000 Ziegel (handgeputzt), 200 m3 Sand, 20 Dippelbäume

- Nutzwert – 108.000 S!“

Ab März 1949 konnte Kaplan Springer gemeinsam mit einer Baufirma aus den Altmaterialien seine „Schuttkirche“ errichten, die am 10. Juli 1949 dem „Unbefleckten Herzen Marias“ geweiht wurde. Von der Gemeinde Wien wurde für die Notkirche eine Benützungsbewilligung für 10 Jahre erteilt. Obwohl nach Ablauf der Frist jederzeit mit einem Abbruchauftrag gerechnet werden musste, zogen sich die Planung und die Finanzierung für den Neubau – die zweite Kirche – weitere Jahre hinaus. So stand der Pfarrgemeinde das provisorische Kirchengebäude mit den im angrenzenden Altbau (Hausnummer 32) eingemieteten Pfarrräumlichkeiten bis August 1969 zur Verfügung.

### „Herz-Mariä-Kirche“
Baulich handelt es sich bei der heutigen Kirche um eine sogenannte Hauskirche, die zum Teil – mit dem Kircheneingang, dem hinteren Kirchenraum, dem Chorraum sowie mit den Pfarrräumlichkeiten – in einen Eigentumswohnbau mit zwei Stiegen integriert ist. Der vordere Teil mit dem Altarbereich ist freistehend in den Hof hineinragend. Die Ausrichtung der Kirche ist in West-Ost-Richtung.
Der Wohn- und Kirchenbau wurde von Herbst 1969 bis Herbst 1972 nach Plänen von Josef Vytiska errichtet. Am 8. Oktober 1972 wurde die Kirche als „Herz-Mariä-Kirche“ von Erzbischof Franz Jachym eingeweiht. Nachträglich wurde im Jänner 1973 unter der Kirche ein großer Pfarrsaal für 300 Personen eröffnet. Nach kleineren und größeren Umbauten im vorderen Kirchenraum wurde im Jahr 1995 der übergroße Chorraum von der Kirche abgetrennt und für pfarrliche Zwecke eingerichtet.

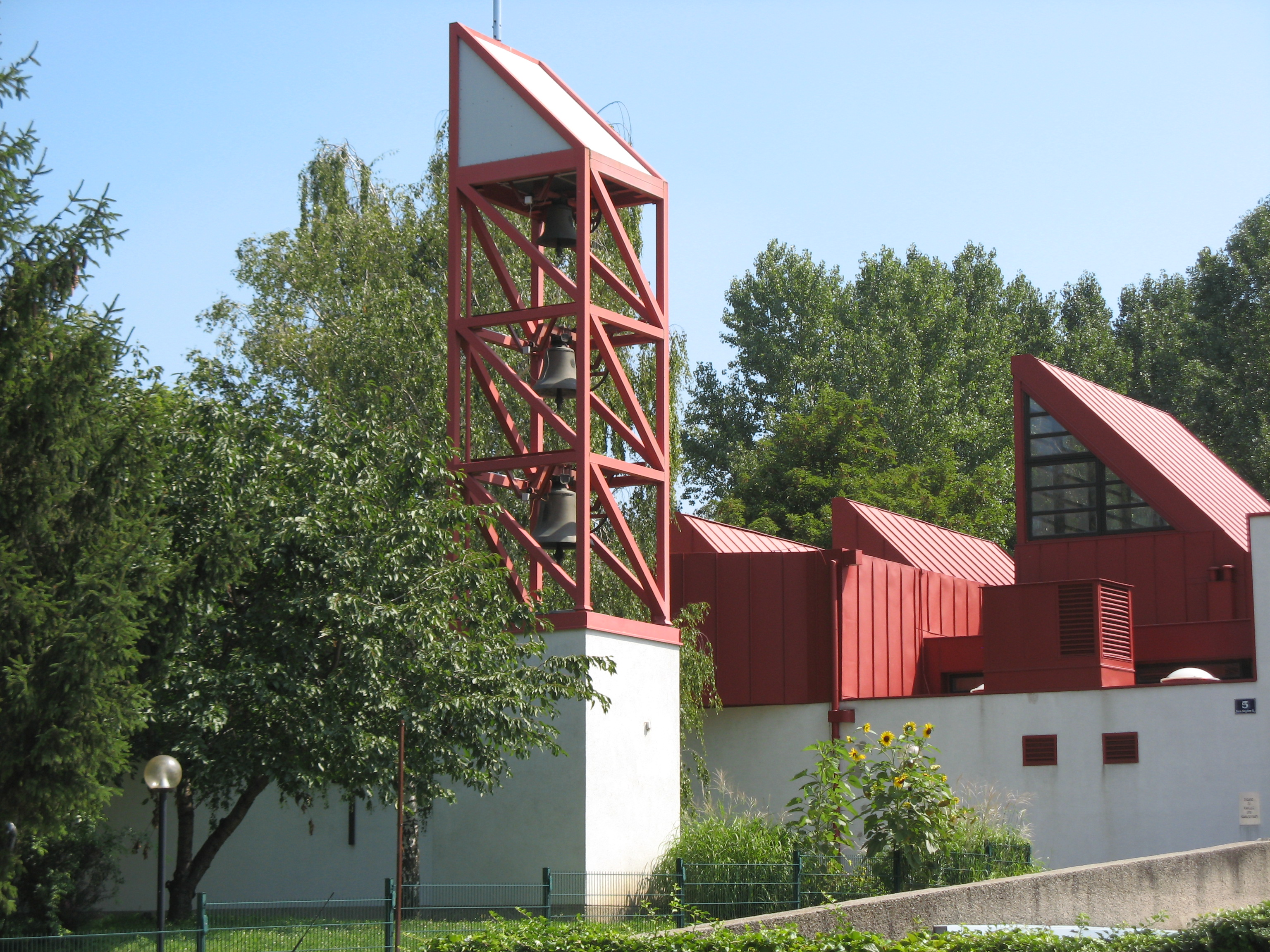
Glockenturm der Pfarrkirche St. Paul (Per-Albin-Hansson-Siedlung Ost) mit den auf Dauer verliehenen Glocken der Pfarre Schönbrunn-Vorpark

Auf dem Dach des Wohnhauses wurde bereits bei der Errichtung an einen der beiden Stiegenhausköpfe auf dem Flachdach ein Glockenhaus mit Schallrichtung zur Straße hin angebaut. Wenngleich dies kein idealer Platz für Kirchenglocken war, ging der Wunschtraum des damaligen Pfarrers, wie auch des ersten Pfarrers Georg Springer, dennoch in Erfüllung. So konnten am 15. März 1973 die drei Glocken von Weihbischof Jakob Weinbacher eingeweiht werden. Wegen Schallbelästigung wurde bald danach behördlich die Nichtverwendung der Glocken verfügt, sodass die Glocken zukünftig „schweigen“ mussten. Durch Vermittlung des Pfarrers wurde im Jahr 1996 mit der Pfarre St. Paul in der Per-Albin-Hansson-Siedlung Ost im 10. Wiener Gemeindebezirk Favoriten ein Abkommen erzielt: Seither hängen und läuten sie dort in einem freistehenden Glockenturm als Dauerleihgabe.

### Pfarrgeschichte
Vorerst als Seelsorgestation eingerichtet, wurde diese im Jahr 1955 unter dem Patrozinium Unbeflecktes Herz Mariä zur Pfarre Schönbrunn-Vorpark erhoben und Kaplan Springer zum Pfarrer ernannt. Nachdem dieser zu Beginn des Jahres 1975 auf die Pfarre resignierte, folgten mehrere weitere Pfarrer bzw. Pfarrmoderatoren.
Mit 24. September 2000 wurde mit der Nachbarpfarre Reindorf der Pfarrverband Reindorf-Schönbrunn Vorpark gebildet, der mit Wirkung vom 31. August 2008 wieder aufgelöst wurde.
Die Pfarre Schönbrunn-Vorpark wurde am 1. Jänner 2017 aufgehoben und als Teilgemeinde Schönbrunn-Vorpark mit den Pfarren Rudolfsheim und Neufünfhaus in der neu errichteten Pfarre Hildegard Burjan (siehe Hildegard Burjan) vereint. Die Herz-Mariä-Kirche ist seitdem die Filialkirche der Pfarre.